# 賴特維克

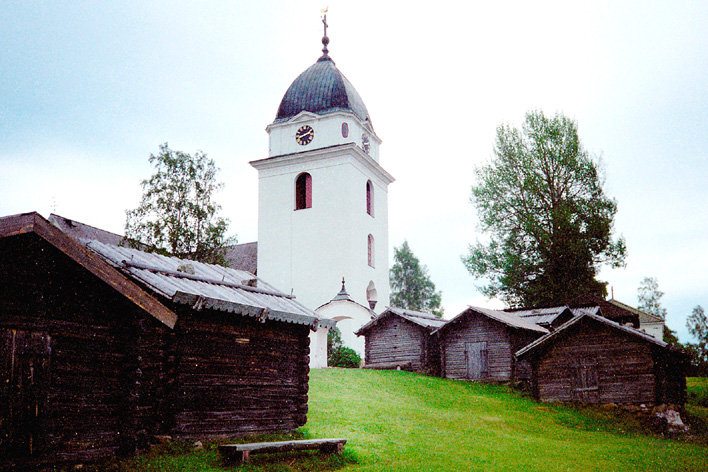
賴特維克教堂

賴特維克（瑞典語：Rättvik）是瑞典達拉納省赖特维克市镇的城区。據2010年統計，賴特維克有人口4,686人。
賴特維克當地的棒球隊曾經獲得一次瑞典杯冠軍，兩次獲得瑞典錦標賽冠軍。